# Інтергляціал
Інтергляціа́л (лат. inter — між і лат. glacies — крига), міжльодовиковий період, епоха — проміжки часу, що розділяють холодні епохи зледеніння антропогенного періоду. 
Характеризувалися відносно теплим кліматом і повним зникненням льодовикового покриву помірних широт.
| Зворотний гляціальний перелік | Назва в Альпах | Назва в Північній Америці | Назва в Північній Європі | Назва в Британії       | Інтергляціал/Зледеніння | Час (тис.років) | Морський період | Епоха      |
|                               | —\|            |                           | Фландрійський            | інтергляціал           | сьогодня – 12           | MIS1            | Голоцен         |            |
| 1st                           | Вюрм           | Вісконсин                 | Weichsel або Вісла       | Devensian              | зледеніння              | 15 – 70         | MIS2-4 & 5a-d   | Плейстоцен |
|                               | Рисс-Вюрм      | Sangamon                  | Eemian                   | Ipswichian             | інтергяціал             | 110 – 130       | MIS5e           | Плейстоцен |
| 2nd                           | Рисс           | Illinoian                 | Saale                    | Wolstonian або Gipping | зледеніння              | 125 – 200       | MIS6            | Плейстоцен |
|                               | Міндел-Рисс    | Yarmouth                  | Holstein                 | Hoxnian                | інтергляціал            | 200 – 425       | MIS7            | Плейстоцен |
| 3rd – 6th                     | Міндел         | Kansan                    | Elster                   | Anglian                | зледеніння              | 240 – 455       |                 | Плейстоцен |
|                               | Гюнз-Міндел    | Aftonian                  |                          | Cromerian              | інтергляціали           | 455 – 620       |                 | Плейстоцен |
| 7th                           | Гюнз           | Nebraskan                 | Menapian                 | Beestonian             | зледеніння              | 620 – 680       |                 | Плейстоцен |

Інші періоди плейстоцену
| Назва        | Інтергляціал/Зледеніння | Період (тис.років) | Морський період | Епоха      |
| Вааліан      | інтергляціал            | 470 – 540          |                 | Плейстоцен |
| Донау ІІ     | зледеніння              | 540 – 550          |                 | Плейстоцен |
| Тігліан      | інтергляціал            | 550 – 585          |                 | Плейстоцен |
| Донау І      | зледеніння              | 585 – 600          |                 | Плейстоцен |
| Пастоніан    | інтергляціал            | 600 – 800          | MIS63           | Плейстоцен |
| Допастоніан  | зледеніння              | 800 – 1300         |                 | Плейстоцен |
| Брамертоніан | інтергляціал            | 1300 – 1550        |                 | Плейстоцен |